# Le Prince du Pacifique
Pour plus de détails, voir Fiche technique et Distribution.
Le Prince du Pacifique est un film franco-hispanique réalisé par Alain Corneau, sorti en 2000.

## Synopsis
Le capitaine Alfred de Morsac (Thierry Lhermitte) accoste en 1918 avec son navire militaire sur une île imaginaire appelée Fenua Poerava (« île de la perle noire » en tahitien), un paradis perdu dans l'archipel polynésien. Il est décoré de la Croix de guerre, et vient former un bataillon de tirailleurs océaniens pour renforcer les troupes de Verdun.
Mais les habitants, les Hiva, sous la coupe de l'ignoble et cupide commandant Lefebvre, vont rapidement chasser l'officier français, qui entraîne avec lui Barnabé, un escroc au cœur tendre. Morsac s'est pourtant lié d'amitié avec un enfant, Reia, le prince de l'île. Ce dernier voit en lui le libérateur de son peuple. Néanmoins, la mère de Reia, Moeata, française d'origine, vivant en robe polynésienne et pieds nus, se méfie de ce Morsac.

## Fiche technique
Sauf indication contraire, les informations mentionnées dans cette section peuvent être confirmées par la base de données cinématographiques IMDb,  présente dans la section « Liens externes ».
- Titre original : Le Prince du Pacifique
- Titre anglais ou international : The Prince of the Pacific
- Réalisation : Alain Corneau
- Scénario : Christian Biegalski, Lucía Etxebarría, Pierre Geller et Thierry Lhermitte, adapté par Laurent Chalumeau, Alain Corneau et Eric Collins
- Musique : Deep Forest (Éric Mouquet et Michel Sanchez)
- Direction artistique : Sophie Campbell et Cécile Arlet Colin
- Décors : Jean-Marc Kerdelhué
- Costumes : Corinne Jorry et Christine Guégan
- Photographie : Patrick Blossier
- Son : Pierre Gamet, Laurent Quaglio, Gérard Lamps, Pedro Marques
- Montage : Marie-Josèphe Yoyotte
- Production : Louis Becker et Thierry Lhermitte
  - Production déléguée : Francis Peltier
  - Coproduction (non crédité) : Mate Cantero et Stéphane Sorlat
- Sociétés de production[1] : ** ** France : ICE3, TF1 Films Production et TPS Cinéma
  - Espagne : Mate Producciones S.A.
- Sociétés de distribution[2]. : UGC Fox Distribution (France) ; TF1 International (International)
- Budget : 17 280 000 €[3]
- Pays de production :  France,  Espagne
- Langues originales : français, polynésien
- Format[4] : couleur - 35 mm - 2,35:1 (Cinémascope) - son DTS | Dolby Digital
- Genre : aventures, comédie
- Durée : 90 minutes
- Dates de sortie[5] :
  - France, Belgique : 20 décembre 2000
  - Suisse romande : 7 février 2001[6]
  - Espagne : 31 août 2001
- Classification[7] :
  - France : tous publics (conseillé à partir de 10 ans)[8],[9]
  - Espagne : tous publics[10]
  - Belgique : tous publics (Alle Leeftijden)[11]
  - Suisse romande : interdit aux moins de 12 ans[12]

## Distribution
- Thierry Lhermitte : Alfred de Morsac
- Patrick Timsit : Barnabé
- Marie Trintignant : Moeata, mère de Reia
- François Berléand : Commandant Lefèvre
- Anituavau Landé : Reia
- Thierry Marani : Ma'i
- Benjamin Atiu : Polynésien 1
- Julio Escalada : Matelot 1
- Michel Faatamo : Polynésien 2
- Daniel Giménez Cacho : le second
- Heidy Holman : Chef Fidji
- Arnold Mataurua : Reia adulte
- Teiki Stellio : Fidji 1
- Tero Temauri : Fidji 2
- Stanley Wilkes : jeune homme BSLF

## Autour du film
Ce projet fut élaboré par Thierry Lhermitte qui le proposa à Alain Corneau qui rêvait de tourner avec l'acteur. Il fallut cinq scénaristes supplémentaires : Christian Biegalski, Laurent Chalumeau, Lucía Etxebarría, Eric Sterling Collins et Pierre Geller, pour écrire ce film tourné sur l'île de Huahine en Polynésie française.
Sur le site internet Allociné, le film est noté 2,8/5 par la presse, et 1,6/5 par les spectateurs.